# Форли (аэропорт)
Международный аэропорт Форли имени Луиджи Ридолфи (итал. Aeroporto di Forlì - "L. Ridolfi"), (ИАТА: FRL, ИКАО: LIPK),  располагается на севере Италии, в регионе Эмилия-Романья, в городе Форли. Аэропорт обслуживает регион восточной части Тосканы, а также Эмилия-Романью и ближайшие центры: г. Болонья и г. Римини. Он назван в честь итальянского лётчика Луиджи Ридольфи (итал. Luigi Ridolfi). С июня 2015 года аэропортом управляет публичное акционерное общество «Air Romagna S.p.A» зарегистрированное в г. Форли, Италия.

## История
Аэропорт был официально открыт 19 сентября 1936 года. Изначально аэропорт предполагалось использовать в военных целях. В те годы это был крупнейший военный аэродром в Италии.
22 июля 1950 года открылась лётная школа Аэроклуб "Луиджи Ридолфи", но только через семь лет аэропорт был открыт для коммерческих перевозок.
29 марта 2013 года аэропорт был закрыт из-за отсутствия топлива. Управляющая компания, SEAF S.p.A., была объявлена банкротом. ENAC объявил тендер на возобнавление работы аэропорта. Предложения были рассмотрены представителями местной и региональной администрации, а также министром транспорта и инфраструктуры Lupi. В итоге было принято единогласное решение правительства  выбрать победителями компанию Aviacom SRL, учредителем которой является Роберт Хэлком, владелеца Компании Lotras SRL, и компанию Siem SrL,  образовав Компанию Air Romagna S.p.A.

## Бизнес-модель и план
В июне 2015 года международный аэропорт Форли возобновил работу как центр авиации и авиационно-космических инноваций в Европейском Союзе. Компания Air Romagna S.p.A взяла на себя ответственность за аэропорт, новым акцентом в работе которого стало достижение наилучших результатов в реализации авиационной бизнес модели, разработка ответственного подхода к менеджменту выбросов газов в атмосферу, разработка внешней концептуальной политики интеграции с финансовыми партнёрами, а также с другими аэропортами, пассажирами и сотрудниками. Данная концепция также известна, как: Smart Airport.
Стратегические партнёры международного аэропорта Форли включают компанию Google. Проект разработан с компанией International Business Machines (IBM) для оптимизации работы аэропорта: в частности расчет оптимального количества пассажиров и грузов за единицу времени, расчет минимального количества вредных выбросов в атмосферу и расчет финансовой составляющей проекта. Новый объект обслуживания планируется ввести в эксплуатацию в начале 2016 года в содружестве с компаниями Alenia Aermacchi и ПАО «Компания Сухой».

## Управление в настоящее время
Aviacom S.r.L. является компанией с ограниченной ответственностью и принадлежит Роберту Хэлкому (США), Симоне Вецелли и Джакомо Миоли (Италия). Компания Aviacom S.r.L в настоящее время состоит в официальном регистре предприятий торгово-промышленной палаты Италии, как предприятие имеющее баланс более пяти миллионов евро на конец 2014 года.
Контракт на тридцать лет был получен в сентябре 2014 года компанией Air Romagna S.p.A. Air. Роберт Хэлком был назначен президентом международного аэропорта Форли. Сандро Гаспаррини был назначен директором, а Симоне Веззелли был назначен заместителем директора. 
Aviacom S.r.L. является владельцем 92% акций компании Air Romagna S.p.A. Air Компания Romagna S.p.A зарегистрирована как "инновационная" в реестре компаний Италии.
Совет директоров предложил радикальные изменения в стратегии развития с фокусом на поддержку, взаимопомощь и сотрудничество с партнёрами. Посредством этого подхода дирекция заручилась поддержкой нескольких правительств регионов, работников разных организаций, юридических, финансовых и образовательных учреждений.

## Инфраструктура
Аэропорт находится на высоте 28,7 м над уровнем моря. Имеется одна взлётная полоса обозначенная как 12/30 с асфальтовым покрытием и измерением в 2,560 на 45 метров. Модернизация навигационной системы Cat III должна быть завершена летом 2016 года. Реконструкция основных шоссе была завершена в июне 2014 года, обеспечивая прямой доступ от главной автомагистрали A-14 к международному аэропорту Форли.
В настоящее время проводятся работы по дизайну нового терминала в строительстве которого будут исполпзованы только возобновляемые и экологически чистые материалы. Устаревшее оборудование списывается и заменяется современным оборудованием. Будут использоваться электротранспорт. Электричество использованное в аэропорту дольжно быть из экологически чистых ресурсов
В конце июня 2015 года международный аэропорт Форли начал тестирование новой системы безопасности ВПП вместе с компанией Finiresearch.  Finiresearch является разработчиком пассивной системы безопасности, позволяющая моделировать все предсказуемые способы захвата движущегося или стоящего без движения транспортного средства. Международный аэропорт Форли спонсирует три крупнейших университета авиации и учебных центров.

## Авиакомпании и направления
С 2015 года новая администрация делает основной акцент на реструктуризацию авиации общего назначения и воздушный чартер. Особое внимяние уделяется коммерческим районам Скандинавии, Восточной Европы и интеграции с рынками Северной Америки. С марта 2016 года все новые регулярные воздушные перевозки должны будут оцениваться и оптимизироваться по системе сертификации выбросов парниковых газов в атмосферу.
Аэропорт Форли ранее сотрудничал с Компанией Wizz Air, но впоследствии авиакомпания отменила все рейсы в Форли. Wind Jet, который переехал в соседний аэропорт Римини в 2011 году, впоследствии обанкротился. Ryanair летал из Форли в ряд европейских городов, таких как Лондон и Франкфурт-на-Майне, пока он не перешёл в соседний аэропорт Болоньи. Нужно заметить что каждое утраченное направление приносило убытки аэропорту Форли и в последующем также приносило убытки другим аэропортам, из за чего аэропортам требовались субсидии от муниципалитета (в конечном итоге финансирование аэропортов шло из кармана местных налогоплательщиков).